# Radvanovský potok (přítok Svatavy)
Radvanovský potok je potok v Krušných horách a Sokolovské pánvi v okrese Sokolov v Karlovarském kraji, pravostranný přítok Svatavy. Délka toku měří 7,7 km. Plocha jeho povodí měří 8,5 km².

## Průběh toku
Potok pramení v nadmořské výšce 620 metrů u okraje Květné, místní části obce Krajková na jižním okraji Krušných hor. Loukami teče jižním až jihovýchodním směrem k Anenské vsi, pokračuje k Radvanovu, místní části obce Josefov. Míjí Radvanov, později i Kluč, část města Habartov, kde opouští Krušné hory a nadále již teče v Sokolovské pánvi.
Teče na svahu výsypky, pod kterou se rozprostírá umělé jezero Medard až dospěje k severozápadnímu okraji městyse Svatava. Zde se v místní části Davidov vlévá do Svatavy jako její pravostranný přítok. 